# Ŗ
Das Ŗ (kleingeschrieben ŗ) ist ein Buchstabe des lateinischen Schriftsystems. Obwohl er typografisch meist als ein R mit untergesetztem Komma realisiert ist, wird er in Unicode als „R mit Cedille“ bezeichnet.
Das Ŗ war früher im lettischen Alphabet enthalten. Das Komma weist, wie bei den anderen lettischen Buchstaben mit Komma, auf eine Palatalisierung hin, daher wurde der Buchstabe /rʲ/ ausgesprochen.
Ein palatalisiertes R kommt allerdings nicht in lettischen Wörtern vor, sondern nur in Fremdwörtern und Dialekten, daher wurde der Buchstabe 1946 unter der Lettischen SSR abgeschafft und durch das einfache R ersetzt. Die lettische Diaspora im Ausland nutzt den Buchstaben teilweise weiterhin, er ist zudem auf lettischen Tastaturen per Alt Gr+R verfügbar und lettische Codepages wie Windows-1257 kodieren das Ŗ.
Die livische Sprache, die nicht verwandt mit dem Lettischen ist, kennt jedoch ein solches palatalisiertes R, sodass der Buchstabe in diesem Alphabet verwendet wird, um einen solchen Laut wiederzugeben.

## Darstellung auf dem Computer
Unicode enthält das Ŗ an den Codepunkten U+0156 (Großbuchstabe) und U+0157 (Kleinbuchstabe). ISO 8859-13 kodiert das Ŗ an den Codepunkten 0xAA (Großbuchstabe) und 0xBA (Kleinbuchstabe).